# Березовский, Лев Владимирович
Лев Владимирович Березовский (1898—1960) — советский виолончелист, заслуженный артист РСФСР (1947).

## Биография
Родился 23 сентября (5 октября по новому стилю) 1898 года в городе Смела Киевской губернии, в семье потомственного музыканта-клезмера Вольфа Абрамовича Березовского, внук известного клезмера Аврума-Ицика (Мици) Березовского (1844—1888).

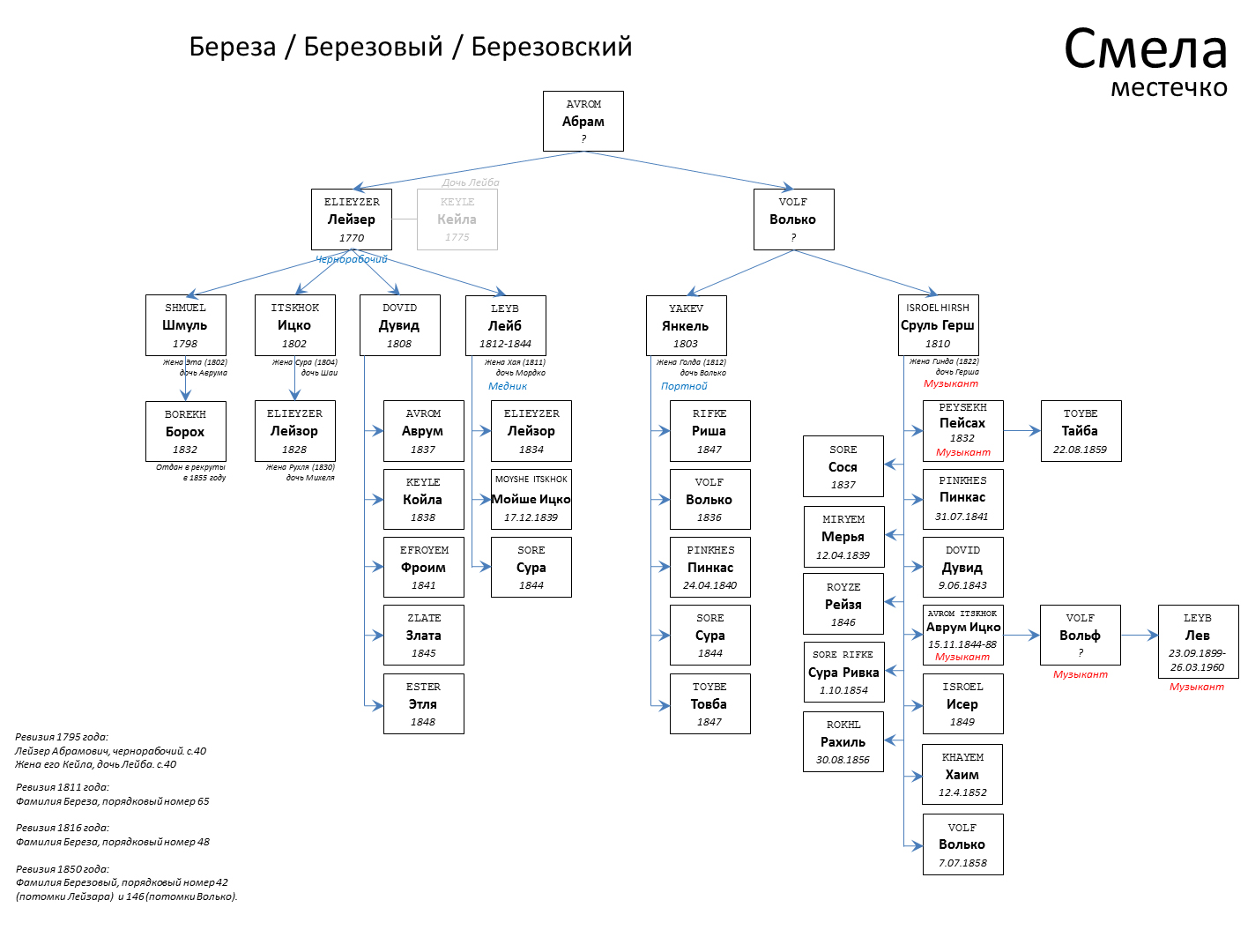

Игре на виолончели обучался в Киевском музыкальном училище у Ф. В. Мулерта и в Петроградской консерватории (класс И. И. Пресса), которую окончил в 1920 году.
Сразу после окончания консерватории работал в Москве. Был участником Государственного квартета Музыкального отдела Наркомпроса, концертмейстером Персимфанса (1922—1932), оркестра Большого театра (1923—1932), Государственного симфонического оркестра СССР (с 1936 года).
В Москве проживал на Кривоколенном переулке, 14, являющемся памятником архитектуры.
Умер 26 марта 1960 года в Москве. Похоронен в колумбарии Новодевичьего кладбища (секция 119-2-4). Вместе с Березовским похоронена его жена — Роза Григорьевна Фритлинская (1906—1977).